# Copa Santa Fe 2022
La Copa Santa Fe 2022 fue la quinta edición de esa competición oficial, organizada por la Federación Santafesina de Fútbol, en la que participan los equipos de la provincia de Santa Fe de todas las divisiones del fútbol argentino junto con los representantes de cada liga regional de la provincia.
Luego de dos años sin competición, al encontrarse afectada por la pandemia de COVID-19, la Copa Santa Fe volvió a disputarse con el formato tradicional utilizado en sus ediciones anteriores.
Consagró campeón al Club Atlético Argentino de Rosario, club afiliado a la Asociación Rosarina de Fútbol y participante de la Primera D, que logró de esta manera su primer título.

## Formato
El torneo se desarrolló plenamente bajo un formato de eliminación directa donde cada equipo enfrentaba a su rival de turno a partido único o en partidos de ida y vuelta. Si una serie finalizó empatada en el global, se definió por penales.
En la primera etapa, los representantes de las 19 ligas regionales se enfrentaron al equipo de su misma liga en llaves a doble partido. Los ganadores avanzaron a la segunda etapa en la que se les sumaron tres equipos participantes del Torneo Regional Federal Amateur y los ocho representantes de la Copa Federación. En la tercera etapa, a los equipos clasificados de la segunda etapa se les sumaron el equipo participante de la Primera Nacional, los dos equipos participantes del Torneo Federal A, los otros cuatro equipos participantes del Torneo Regional Federal Amateur, el equipo participante de la Primera C y el equipo participante de la Primera D.
En la fase final, a los equipos clasificados de la tercera etapa se les sumaron los equipos participantes de la Primera División. A partir de aquí, los 16 equipos clasificados disputaron una serie de eliminatorias (compuestas por octavos de final, cuartos de final, semifinales y final) hasta consagrar al campeón.
|                         |                         |                            | Equipos que entraron en esta fase | Equipos que provenían de la fase anterior      |
| ----------------------- | ----------------------- | -------------------------- | --- | ---------------------------------------------- |
| Fase inicial            | Fase inicial            | Primera etapa (38 equipos) | - 38 equipos de las ligas regionales. |                                                |
| Fase inicial            | Fase inicial            | Segunda etapa (30 equipos) | - 3 equipos del Torneo Regional Federal Amateur. - 8 equipos de la Copa Federación.                                                                                           | - 19 equipos clasificados de la primera etapa. |
| Fase inicial            | Fase inicial            | Tercera etapa (24 equipos) | - 1 equipo de la Primera Nacional. - 2 equipos del Torneo Federal A. - 4 equipos del Torneo Regional Federal Amateur. - 1 equipo de la Primera C. - 1 equipo de la Primera D. | - 15 equipos clasificados de la segunda etapa. |
| Fase final (16 equipos) | Fase final (16 equipos) | Fase final (16 equipos)    | - 4 equipos de la Primera División. | - 12 equipos clasificados de la tercera etapa. |

## Equipos participantes
| Liga                                                                                         | Equipo                                                                                           | Ciudad                                                                  | Departamento                                             |                                 |                                 |                                 |
| Divisiones del fútbol argentino                                                              | Divisiones del fútbol argentino                                                                  | Divisiones del fútbol argentino                                         | Divisiones del fútbol argentino                          | Divisiones del fútbol argentino | Divisiones del fútbol argentino | Divisiones del fútbol argentino |
| -------------------------------------------------------------------------------------------- | ------------------------------------------------------------------------------------------------ | ----------------------------------------------------------------------- | -------------------------------------------------------- | ------------------------------- | ------------------------------- | ------------------------------- |
| Primera División 1.ª categoría 4 equipos                                                     | Newell's Old Boys Rosario Central Colón Unión                                                    | Rosario Santa Fe                                                        | Rosario La Capital                                       |                                 |                                 |                                 |
| Primera Nacional 2.ª categoría 1 equipo                                                      | Atlético de Rafaela                                                                              | Rafaela                                                                 | Castellanos                                              |                                 |                                 |                                 |
| Torneo Federal A 3.ª categoría para clubes indirectamente afiliados 2 equipos                | Sportivo Las Parejas Unión                                                                       | Las Parejas Sunchales                                                   | Castellanos Belgrano                                     |                                 |                                 |                                 |
| Primera C 4.ª categoría para clubes directamente afiliados 1 equipo                          | Central Córdoba                                                                                  | Rosario                                                                 | Rosario                                                  |                                 |                                 |                                 |
| Torneo Regional Federal Amateur 4.ª categoría para clubes indirectamente afiliados 7 equipos | Unión Atlético Carcarañá Puerto San Martín Fútbol 9 de Julio Ben Hur Atlético San Jorge Libertad | Álvarez Carcarañá Puerto General San Martín Rafaela San Jorge Sunchales | Rosario San Lorenzo Castellanos San Martín Belgrano      |                                 |                                 |                                 |
| Primera D 5.ª categoría para clubes directamente afiliados 1 equipo                          | Argentino                                                                                        | Rosario                                                                 | Rosario                                                  |                                 |                                 |                                 |
| Ligas regionales de Santa Fe                                                                 |                                                                                                  |                                                                         |                                                          |                                 |                                 |                                 |
| Asociación Rosarina de Fútbol 2 equipos                                                      | Infantil Oriental General Paz                                                                    | Rosario Villa Gobernador Gálvez                                         | Rosario                                                  |                                 |                                 |                                 |
| Liga Cañadense de Fútbol 2 equipos                                                           | Sport Club Cañadense Almafuerte                                                                  | Cañada de Gómez Las Rosas                                               | Iriondo Belgrano                                         |                                 |                                 |                                 |
| Liga Casildense de Fútbol 2 equipos                                                          | Huracán Atlético Pujato                                                                          | Chabás Pujato                                                           | Caseros San Lorenzo                                      |                                 |                                 |                                 |
| Liga de Fútbol Regional del Sud 2 equipos                                                    | Unión Riberas del Paraná                                                                         | Arroyo Seco Villa Constitución                                          | Rosario Constitución                                     |                                 |                                 |                                 |
| Liga Departamental de Fútbol San Martín 2 equipos                                            | San Martín General San Martín                                                                    | Carlos Pellegrini San Martín de las Escobas                             | San Martín                                               |                                 |                                 |                                 |
| Liga Deportiva del Sur 2 equipos                                                             | Sportivo Bombal Argentino                                                                        | Bombal Firmat                                                           | Constitución General López                               |                                 |                                 |                                 |
| Liga Esperancina de Fútbol 2 equipos                                                         | San Martín Central San Carlos                                                                    | Progreso San Carlos Centro                                              | Las Colonias                                             |                                 |                                 |                                 |
| Liga Galvense de Fútbol 2 equipos                                                            | Atlético Belgrano Jorge Newbery                                                                  | Colonia Belgrano Gálvez                                                 | San Martín San Jerónimo                                  |                                 |                                 |                                 |
| Liga Interprovincial de Fútbol 2 equipos                                                     | Club Arteaga Independiente                                                                       | Arteaga Chañar Ladeado                                                  | Caseros                                                  |                                 |                                 |                                 |
| Liga Ocampense de Fútbol 2 equipos                                                           | Ex Alumnos Huracán                                                                               | San Antonio de Obligado Villa Ocampo                                    | General Obligado                                         |                                 |                                 |                                 |
| Liga Rafaelina de Fútbol 2 equipos                                                           | Ferrocarril del Estado Sportivo Norte                                                            | Rafaela                                                                 | Castellanos                                              |                                 |                                 |                                 |
| Liga Reconquistense de Fútbol 2 equipos                                                      | Tigre Romang FC                                                                                  | Avellaneda Romang                                                       | General Obligado San Javier                              |                                 |                                 |                                 |
| Liga Regional Ceresina de Fútbol 2 equipos                                                   | Atlético Tostado Libertad Trinidad                                                               | Tostado Villa Trinidad                                                  | Nueve de Julio San Cristóbal                             |                                 |                                 |                                 |
| Liga Regional Paivense de Fútbol 2 equipos                                                   | Polideportivo Llambi Campbell San Martín                                                         | Llambi Campbell Monte Vera                                              | La Capital                                               |                                 |                                 |                                 |
| Liga Regional Sanlorencina de Fútbol 2 equipos                                               | Defensores de Villa Cassini Beltrán FC                                                           | Capitán Bermúdez Fray Luis Beltrán                                      | San Lorenzo                                              |                                 |                                 |                                 |
| Liga Regional Totorense de Fútbol 2 equipos                                                  | Unión Totoras Juniors                                                                            | Totoras                                                                 | Iriondo                                                  |                                 |                                 |                                 |
| Liga Santafesina de Fútbol 2 equipos                                                         | Colón La Salle Jobson                                                                            | San Justo Santa Fe                                                      | San Justo La Capital                                     |                                 |                                 |                                 |
| Liga Venadense de Fútbol 2 equipos                                                           | Juventud Unida Juventud Pueyrredón                                                               | Santa Isabel Venado Tuerto                                              | General López                                            |                                 |                                 |                                 |
| Liga Verense de Fútbol 2 equipos                                                             | Belgrano Ferrocarril                                                                             | Gobernador Crespo Vera                                                  | San Justo Vera                                           |                                 |                                 |                                 |
| Copa Federación                                                                              |                                                                                                  |                                                                         |                                                          |                                 |                                 |                                 |
| Copa Federación 2020-21 Competencia provincial 4 equipos                                     | Defensores de Centeno Juventud Unida Atlético y Tiro Reconquista Studebaker                      | Centeno Humboldt Reconquista Villa Cañás                                | San Jerónimo Las Colonias General Obligado General López |                                 |                                 |                                 |
| Copa Federación 2022 Competencia provincial 4 equipos                                        | Huracán Atlético María Juana Náutico El Quillá Olimpia                                           | La Criolla María Juana Santa Fe Santa Teresa                            | San Justo Castellanos La Capital Constitución            |                                 |                                 |                                 |

## Fase inicial

### Cuadros de desarrollo

#### Llave A
|  | Primera etapa             | Primera etapa             | Primera etapa             | Primera etapa             |   |           | Segunda etapa              | Segunda etapa              | Segunda etapa              | Segunda etapa              |  |           | Tercera etapa    | Tercera etapa    | Tercera etapa    | Tercera etapa    |  |
|  | 26 de junio al 3 de julio | 26 de junio al 3 de julio | 26 de junio al 3 de julio | 26 de junio al 3 de julio |   |           | 17 de julio al 31 de julio | 17 de julio al 31 de julio | 17 de julio al 31 de julio | 17 de julio al 31 de julio |  |           | 7 y 14 de agosto | 7 y 14 de agosto | 7 y 14 de agosto | 7 y 14 de agosto |  |
|  |                           |                           |                           |                           |   |           |                            |                            |                            |                            |  |           |                  |                  |                  |                  |  |
|  |                           |                           |                           |                           |   |           |                            |                            |                            |                            |  |           |                  |                  |                  |                  |  |
|  |                           |                           |                           |                           |   |           |                            |                            |                            |                            |  |           |                  |                  |                  |                  |  |
|  |                           |                           |                           |                           |   |           |                            |                            |                            |                            |  |           |                  |                  |                  |                  |  |
|  |                           |                           |                           |                           |   |           |                            |                            |                            |                            |  |           |                  |                  |                  |                  |  |
|  |                           | Atlético y Tiro R.        | 1                         | 0                         | 1 |           |                            |                            |                            |                            |  |           |                  |                  |                  |                  |  |
|  |                           |                           |                           |                           | 1 |           |                            |                            |                            |                            |  |           |                  |                  |                  |                  |  |
|  |                           |                           | Huracán (VO)              | 1                         | 2 | 3         |                            |                            |                            |                            |  |           |                  |                  |                  |                  |  |
|  | Huracán (VO)              | 1                         | Huracán (VO)              | 1                         | 2 | 3         | 1                          | 2                          |                            |                            |  |           |                  |                  |                  |                  |  |
|  | Huracán (VO)              | 1                         |                           |                           |   |           |                            |                            |                            |                            |  |           |                  |                  |                  |                  |  |
|  | Ex Alumnos (SAO)          | 1                         | 0                         | 1                         |   |           |                            |                            |                            |                            |  |           |                  |                  |                  |                  |  |
|  | Ex Alumnos (SAO)          | 1                         | 0                         | 1                         |   |           |                            |                            |                            |                            |  | Romang FC | 0                | 2                | 2                |                  |  |
|  |                           |                           |                           |                           |   |           |                            |                            |                            |                            |  | Romang FC | 0                | 2                | 2                |                  |  |
|  |                           |                           | Huracán (VO)              | 0                         | 1 | 1         |                            |                            |                            |                            |  |           |                  |                  |                  |                  |  |
|  | Tigre (Avellaneda)        | 2                         | Huracán (VO)              | 0                         | 1 | 1         | 1                          | 3                          |                            |                            |  |           |                  |                  |                  |                  |  |
|  | Tigre (Avellaneda)        | 2                         |                           |                           |   |           |                            |                            |                            |                            |  |           |                  |                  |                  |                  |  |
|  | Romang FC                 | 2                         | 2                         | 4                         |   |           |                            |                            |                            |                            |  |           |                  |                  |                  |                  |  |
|  | Romang FC                 | 2                         | 2                         | 4                         |   | Romang FC | 2                          | 2                          | 4                          |                            |  |           |                  |                  |                  |                  |  |
|  |                           |                           |                           |                           |   | Romang FC | 2                          | 2                          | 4                          |                            |  |           |                  |                  |                  |                  |  |
|  |                           |                           | Ferrocarril (Vera)        | 0                         | 1 | 1         |                            |                            |                            |                            |  |           |                  |                  |                  |                  |  |
|  | Belgrano (GC)             | 1                         | Ferrocarril (Vera)        | 0                         | 1 | 1         | 0                          | 1                          |                            |                            |  |           |                  |                  |                  |                  |  |
|  | Belgrano (GC)             | 1                         |                           |                           |   |           |                            |                            |                            |                            |  |           |                  |                  |                  |                  |  |
|  | Ferrocarril (Vera)        | 2                         | 1                         | 3                         |   |           |                            |                            |                            |                            |  |           |                  |                  |                  |                  |  |
|  | Ferrocarril (Vera)        | 2                         | 1                         | 3                         |   |           |                            |                            |                            |                            |  |           |                  |                  |                  |                  |  |
|  |                           |                           |                           |                           |   |           |                            |                            |                            |                            |  |           |                  |                  |                  |                  |  |

#### Llave B
|  | Primera etapa             | Primera etapa             | Primera etapa             | Primera etapa             |   |                  | Segunda etapa    | Segunda etapa       | Segunda etapa    | Segunda etapa    |   |  | Tercera etapa    | Tercera etapa    | Tercera etapa    | Tercera etapa    |  |
|  | 25 de junio al 2 de julio | 25 de junio al 2 de julio | 25 de junio al 2 de julio | 25 de junio al 2 de julio |   |                  | 16 y 24 de julio | 16 y 24 de julio    | 16 y 24 de julio | 16 y 24 de julio |   |  | 6 y 20 de agosto | 6 y 20 de agosto | 6 y 20 de agosto | 6 y 20 de agosto |  |
|  |                           |                           |                           |                           |   |                  |                  |                     |                  |                  |   |  |                  |                  |                  |                  |  |
|  |                           |                           |                           |                           |   |                  |                  |                     |                  |                  |   |  |                  |                  |                  |                  |  |
|  |                           |                           |                           |                           |   |                  |                  |                     |                  |                  |   |  |                  |                  |                  |                  |  |
|  |                           |                           |                           |                           |   |                  |                  |                     |                  |                  |   |  |                  |                  |                  |                  |  |
|  |                           |                           |                           |                           |   |                  |                  |                     |                  |                  |   |  |                  |                  |                  |                  |  |
|  |                           |                           |                           |                           |   |                  |                  |                     |                  |                  |   |  |                  |                  |                  |                  |  |
|  |                           |                           |                           |                           |   |                  |                  |                     |                  |                  |   |  |                  |                  |                  |                  |  |
|  |                           |                           |                           |                           |   |                  |                  |                     |                  |                  |   |  |                  |                  |                  |                  |  |
|  |                           |                           |                           |                           |   |                  |                  |                     |                  |                  |   |  |                  |                  |                  |                  |  |
|  |                           |                           |                           |                           |   |                  |                  |                     |                  |                  |   |  |                  |                  |                  |                  |  |
|  |                           |                           |                           |                           |   |                  |                  |                     |                  |                  |   |  |                  |                  |                  |                  |  |
|  |                           |                           |                           |                           |   |                  |                  | Atlético de Rafaela | 0                | 4                | 4 |  |                  |                  |                  |                  |  |
|  |                           |                           |                           |                           |   |                  |                  |                     |                  |                  | 4 |  |                  |                  |                  |                  |  |
|  |                           |                           | Sportivo Norte (R)        | 1                         | 2 | 3                |                  |                     |                  |                  |   |  |                  |                  |                  |                  |  |
|  | Libertad Trinidad         | 0                         | Sportivo Norte (R)        | 1                         | 2 | 3                | 1                | 1                   |                  |                  |   |  |                  |                  |                  |                  |  |
|  | Libertad Trinidad         | 0                         |                           |                           |   |                  |                  |                     |                  |                  |   |  |                  |                  |                  |                  |  |
|  | Atlético Tostado          | 3                         | 1                         | 4                         |   |                  |                  |                     |                  |                  |   |  |                  |                  |                  |                  |  |
|  | Atlético Tostado          | 3                         | 1                         | 4                         |   | Atlético Tostado | 0                | 1                   | 1                |                  |   |  |                  |                  |                  |                  |  |
|  |                           |                           |                           |                           |   | Atlético Tostado | 0                | 1                   | 1                |                  |   |  |                  |                  |                  |                  |  |
|  |                           |                           | Sportivo Norte (R)        | 1                         | 2 | 3                |                  |                     |                  |                  |   |  |                  |                  |                  |                  |  |
|  | Ferrocarril del Estado    | 1                         | Sportivo Norte (R)        | 1                         | 2 | 3                | 1                | 2                   |                  |                  |   |  |                  |                  |                  |                  |  |
|  | Ferrocarril del Estado    | 1                         |                           |                           |   |                  |                  |                     |                  |                  |   |  |                  |                  |                  |                  |  |
|  | Sportivo Norte (R)        | 2                         | 1                         | 3                         |   |                  |                  |                     |                  |                  |   |  |                  |                  |                  |                  |  |
|  | Sportivo Norte (R)        | 2                         | 1                         | 3                         |   |                  |                  |                     |                  |                  |   |  |                  |                  |                  |                  |  |
|  |                           |                           |                           |                           |   |                  |                  |                     |                  |                  |   |  |                  |                  |                  |                  |  |

#### Llave C
|  | Primera etapa            | Primera etapa            | Primera etapa            | Primera etapa            |       |       | Segunda etapa    | Segunda etapa        | Segunda etapa    | Segunda etapa    |   |  | Tercera etapa    | Tercera etapa    | Tercera etapa    | Tercera etapa    |  |
|  | 25 de junio y 3 de julio | 25 de junio y 3 de julio | 25 de junio y 3 de julio | 25 de junio y 3 de julio |       |       | 16 y 23 de julio | 16 y 23 de julio     | 16 y 23 de julio | 16 y 23 de julio |   |  | 6 y 14 de agosto | 6 y 14 de agosto | 6 y 14 de agosto | 6 y 14 de agosto |  |
|  |                          |                          |                          |                          |       |       |                  |                      |                  |                  |   |  |                  |                  |                  |                  |  |
|  |                          |                          |                          |                          |       |       |                  |                      |                  |                  |   |  |                  |                  |                  |                  |  |
|  |                          |                          |                          |                          |       |       |                  |                      |                  |                  |   |  |                  |                  |                  |                  |  |
|  |                          |                          |                          |                          |       |       |                  |                      |                  |                  |   |  |                  |                  |                  |                  |  |
|  |                          |                          |                          |                          |       |       |                  |                      |                  |                  |   |  |                  |                  |                  |                  |  |
|  |                          |                          |                          |                          |       |       |                  |                      |                  |                  |   |  |                  |                  |                  |                  |  |
|  |                          |                          |                          |                          |       |       |                  |                      |                  |                  |   |  |                  |                  |                  |                  |  |
|  |                          |                          |                          |                          |       |       |                  |                      |                  |                  |   |  |                  |                  |                  |                  |  |
|  |                          |                          |                          |                          |       |       |                  |                      |                  |                  |   |  |                  |                  |                  |                  |  |
|  |                          |                          |                          |                          |       |       |                  |                      |                  |                  |   |  |                  |                  |                  |                  |  |
|  |                          |                          |                          |                          |       |       |                  |                      |                  |                  |   |  |                  |                  |                  |                  |  |
|  |                          |                          |                          |                          |       |       |                  | Libertad (Sunchales) | 1                | 5                | 6 |  |                  |                  |                  |                  |  |
|  |                          |                          |                          |                          |       |       |                  |                      |                  |                  | 6 |  |                  |                  |                  |                  |  |
|  |                          |                          | La Salle Jobson          | 1                        | 2     | 3     |                  |                      |                  |                  |   |  |                  |                  |                  |                  |  |
|  |                          |                          | La Salle Jobson          | 1                        | 2     | 3     |                  |                      |                  |                  |   |  |                  |                  |                  |                  |  |
|  |                          |                          |                          |                          |       |       |                  |                      |                  |                  |   |  |                  |                  |                  |                  |  |
|  |                          |                          |                          |                          |       |       |                  |                      |                  |                  |   |  |                  |                  |                  |                  |  |
|  |                          | Náutico El Quillá        | 1                        | 1                        | 2 (3) |       |                  |                      |                  |                  |   |  |                  |                  |                  |                  |  |
|  |                          |                          |                          |                          | 2 (3) |       |                  |                      |                  |                  |   |  |                  |                  |                  |                  |  |
|  |                          |                          | La Salle Jobson (p.)     | 0                        | 2     | 2 (4) |                  |                      |                  |                  |   |  |                  |                  |                  |                  |  |
|  | Colón (San Justo)        | 0                        | La Salle Jobson (p.)     | 0                        | 2     | 2 (4) | 0                | 0                    |                  |                  |   |  |                  |                  |                  |                  |  |
|  | Colón (San Justo)        | 0                        |                          |                          |       |       |                  |                      |                  |                  |   |  |                  |                  |                  |                  |  |
|  | La Salle Jobson          | 2                        | 0                        | 2                        |       |       |                  |                      |                  |                  |   |  |                  |                  |                  |                  |  |
|  | La Salle Jobson          | 2                        | 0                        | 2                        |       |       |                  |                      |                  |                  |   |  |                  |                  |                  |                  |  |
|  |                          |                          |                          |                          |       |       |                  |                      |                  |                  |   |  |                  |                  |                  |                  |  |

#### Llave D
|  | Primera etapa            | Primera etapa            | Primera etapa            | Primera etapa            |   |   | Segunda etapa    | Segunda etapa     | Segunda etapa    | Segunda etapa    |   |  | Tercera etapa    | Tercera etapa    | Tercera etapa    | Tercera etapa    |  |
|  | 26 de junio y 3 de julio | 26 de junio y 3 de julio | 26 de junio y 3 de julio | 26 de junio y 3 de julio |   |   | 17 y 24 de julio | 17 y 24 de julio  | 17 y 24 de julio | 17 y 24 de julio |   |  | 4 y 13 de agosto | 4 y 13 de agosto | 4 y 13 de agosto | 4 y 13 de agosto |  |
|  |                          |                          |                          |                          |   |   |                  |                   |                  |                  |   |  |                  |                  |                  |                  |  |
|  |                          |                          |                          |                          |   |   |                  |                   |                  |                  |   |  |                  |                  |                  |                  |  |
|  |                          |                          |                          |                          |   |   |                  |                   |                  |                  |   |  |                  |                  |                  |                  |  |
|  |                          |                          |                          |                          |   |   |                  |                   |                  |                  |   |  |                  |                  |                  |                  |  |
|  |                          |                          |                          |                          |   |   |                  |                   |                  |                  |   |  |                  |                  |                  |                  |  |
|  |                          |                          |                          |                          |   |   |                  |                   |                  |                  |   |  |                  |                  |                  |                  |  |
|  |                          |                          |                          |                          |   |   |                  |                   |                  |                  |   |  |                  |                  |                  |                  |  |
|  |                          |                          |                          |                          |   |   |                  |                   |                  |                  |   |  |                  |                  |                  |                  |  |
|  |                          |                          |                          |                          |   |   |                  |                   |                  |                  |   |  |                  |                  |                  |                  |  |
|  |                          |                          |                          |                          |   |   |                  |                   |                  |                  |   |  |                  |                  |                  |                  |  |
|  |                          |                          |                          |                          |   |   |                  |                   |                  |                  |   |  |                  |                  |                  |                  |  |
|  |                          |                          |                          |                          |   |   |                  | Unión (Sunchales) | 1                | 3                | 4 |  |                  |                  |                  |                  |  |
|  |                          |                          |                          |                          |   |   |                  |                   |                  |                  | 4 |  |                  |                  |                  |                  |  |
|  |                          |                          | San Martín (P)           | 0                        | 0 | 0 |                  |                   |                  |                  |   |  |                  |                  |                  |                  |  |
|  |                          |                          | San Martín (P)           | 0                        | 0 | 0 |                  |                   |                  |                  |   |  |                  |                  |                  |                  |  |
|  |                          |                          |                          |                          |   |   |                  |                   |                  |                  |   |  |                  |                  |                  |                  |  |
|  |                          |                          |                          |                          |   |   |                  |                   |                  |                  |   |  |                  |                  |                  |                  |  |
|  |                          | Juventud Unida (H)       | 1                        | 0                        | 1 |   |                  |                   |                  |                  |   |  |                  |                  |                  |                  |  |
|  |                          |                          |                          |                          | 1 |   |                  |                   |                  |                  |   |  |                  |                  |                  |                  |  |
|  |                          |                          | San Martín (P)           | 0                        | 2 | 2 |                  |                   |                  |                  |   |  |                  |                  |                  |                  |  |
|  | San Martín (P)           | 2                        | San Martín (P)           | 0                        | 2 | 2 | 1                | 3                 |                  |                  |   |  |                  |                  |                  |                  |  |
|  | San Martín (P)           | 2                        |                          |                          |   |   |                  |                   |                  |                  |   |  |                  |                  |                  |                  |  |
|  | Central San Carlos       | 2                        | 0                        | 2                        |   |   |                  |                   |                  |                  |   |  |                  |                  |                  |                  |  |
|  | Central San Carlos       | 2                        | 0                        | 2                        |   |   |                  |                   |                  |                  |   |  |                  |                  |                  |                  |  |
|  |                          |                          |                          |                          |   |   |                  |                   |                  |                  |   |  |                  |                  |                  |                  |  |

#### Llave E
|  | Primera etapa            | Primera etapa            | Primera etapa            | Primera etapa            |   |   | Segunda etapa    | Segunda etapa    | Segunda etapa    | Segunda etapa    |   |  | Tercera etapa    | Tercera etapa    | Tercera etapa    | Tercera etapa    |  |
|  | 25 de junio y 2 de julio | 25 de junio y 2 de julio | 25 de junio y 2 de julio | 25 de junio y 2 de julio |   |   | 16 y 23 de julio | 16 y 23 de julio | 16 y 23 de julio | 16 y 23 de julio |   |  | 7 y 14 de agosto | 7 y 14 de agosto | 7 y 14 de agosto | 7 y 14 de agosto |  |
|  |                          |                          |                          |                          |   |   |                  |                  |                  |                  |   |  |                  |                  |                  |                  |  |
|  |                          |                          |                          |                          |   |   |                  |                  |                  |                  |   |  |                  |                  |                  |                  |  |
|  |                          |                          |                          |                          |   |   |                  |                  |                  |                  |   |  |                  |                  |                  |                  |  |
|  |                          |                          |                          |                          |   |   |                  |                  |                  |                  |   |  |                  |                  |                  |                  |  |
|  |                          |                          |                          |                          |   |   |                  |                  |                  |                  |   |  |                  |                  |                  |                  |  |
|  |                          |                          |                          |                          |   |   |                  |                  |                  |                  |   |  |                  |                  |                  |                  |  |
|  |                          |                          |                          |                          |   |   |                  |                  |                  |                  |   |  |                  |                  |                  |                  |  |
|  |                          |                          |                          |                          |   |   |                  |                  |                  |                  |   |  |                  |                  |                  |                  |  |
|  |                          |                          |                          |                          |   |   |                  |                  |                  |                  |   |  |                  |                  |                  |                  |  |
|  |                          |                          |                          |                          |   |   |                  |                  |                  |                  |   |  |                  |                  |                  |                  |  |
|  |                          |                          |                          |                          |   |   |                  |                  |                  |                  |   |  |                  |                  |                  |                  |  |
|  |                          |                          |                          |                          |   |   |                  | Ben Hur          | 3                | 2                | 5 |  |                  |                  |                  |                  |  |
|  |                          |                          |                          |                          |   |   |                  |                  |                  |                  | 5 |  |                  |                  |                  |                  |  |
|  |                          |                          | Huracán (LC)             | 1                        | 1 | 2 |                  |                  |                  |                  |   |  |                  |                  |                  |                  |  |
|  |                          |                          | Huracán (LC)             | 1                        | 1 | 2 |                  |                  |                  |                  |   |  |                  |                  |                  |                  |  |
|  |                          |                          |                          |                          |   |   |                  |                  |                  |                  |   |  |                  |                  |                  |                  |  |
|  |                          |                          |                          |                          |   |   |                  |                  |                  |                  |   |  |                  |                  |                  |                  |  |
|  |                          | Huracán (LC)             | 1                        | 5                        | 6 |   |                  |                  |                  |                  |   |  |                  |                  |                  |                  |  |
|  |                          |                          |                          |                          | 6 |   |                  |                  |                  |                  |   |  |                  |                  |                  |                  |  |
|  |                          |                          | Poli. Llambi Campbell    | 2                        | 0 | 3 |                  |                  |                  |                  |   |  |                  |                  |                  |                  |  |
|  | San Martín (MV)          | 0                        | Poli. Llambi Campbell    | 2                        | 0 | 3 | 0                | 0                |                  |                  |   |  |                  |                  |                  |                  |  |
|  | San Martín (MV)          | 0                        |                          |                          |   |   |                  |                  |                  |                  |   |  |                  |                  |                  |                  |  |
|  | Poli. Llambi Campbell    | 1                        | 0                        | 1                        |   |   |                  |                  |                  |                  |   |  |                  |                  |                  |                  |  |
|  | Poli. Llambi Campbell    | 1                        | 0                        | 1                        |   |   |                  |                  |                  |                  |   |  |                  |                  |                  |                  |  |
|  |                          |                          |                          |                          |   |   |                  |                  |                  |                  |   |  |                  |                  |                  |                  |  |

#### Llave F
|  | Primera etapa            | Primera etapa            | Primera etapa            | Primera etapa            |   |   | Segunda etapa    | Segunda etapa    | Segunda etapa    | Segunda etapa    |   |  | Tercera etapa    | Tercera etapa    | Tercera etapa    | Tercera etapa    |  |
|  | 26 de junio y 3 de julio | 26 de junio y 3 de julio | 26 de junio y 3 de julio | 26 de junio y 3 de julio |   |   | 17 y 24 de julio | 17 y 24 de julio | 17 y 24 de julio | 17 y 24 de julio |   |  | 7 y 15 de agosto | 7 y 15 de agosto | 7 y 15 de agosto | 7 y 15 de agosto |  |
|  |                          |                          |                          |                          |   |   |                  |                  |                  |                  |   |  |                  |                  |                  |                  |  |
|  |                          |                          |                          |                          |   |   |                  |                  |                  |                  |   |  |                  |                  |                  |                  |  |
|  |                          |                          |                          |                          |   |   |                  |                  |                  |                  |   |  |                  |                  |                  |                  |  |
|  |                          |                          |                          |                          |   |   |                  |                  |                  |                  |   |  |                  |                  |                  |                  |  |
|  |                          |                          |                          |                          |   |   |                  |                  |                  |                  |   |  |                  |                  |                  |                  |  |
|  |                          |                          |                          |                          |   |   |                  |                  |                  |                  |   |  |                  |                  |                  |                  |  |
|  |                          |                          |                          |                          |   |   |                  |                  |                  |                  |   |  |                  |                  |                  |                  |  |
|  |                          |                          |                          |                          |   |   |                  |                  |                  |                  |   |  |                  |                  |                  |                  |  |
|  |                          |                          |                          |                          |   |   |                  |                  |                  |                  |   |  |                  |                  |                  |                  |  |
|  |                          |                          |                          |                          |   |   |                  |                  |                  |                  |   |  |                  |                  |                  |                  |  |
|  |                          |                          |                          |                          |   |   |                  |                  |                  |                  |   |  |                  |                  |                  |                  |  |
|  |                          |                          |                          |                          |   |   |                  | 9 de Julio (R)   | 0                | 2                | 2 |  |                  |                  |                  |                  |  |
|  |                          |                          |                          |                          |   |   |                  |                  |                  |                  | 2 |  |                  |                  |                  |                  |  |
|  |                          |                          | Atlético María Juana     | 0                        | 0 | 0 |                  |                  |                  |                  |   |  |                  |                  |                  |                  |  |
|  |                          |                          | Atlético María Juana     | 0                        | 0 | 0 |                  |                  |                  |                  |   |  |                  |                  |                  |                  |  |
|  |                          |                          |                          |                          |   |   |                  |                  |                  |                  |   |  |                  |                  |                  |                  |  |
|  |                          |                          |                          |                          |   |   |                  |                  |                  |                  |   |  |                  |                  |                  |                  |  |
|  |                          | Atlético María Juana     | 1                        | 3                        | 4 |   |                  |                  |                  |                  |   |  |                  |                  |                  |                  |  |
|  |                          |                          |                          |                          | 4 |   |                  |                  |                  |                  |   |  |                  |                  |                  |                  |  |
|  |                          |                          | Atlético Belgrano (CB)   | 1                        | 1 | 2 |                  |                  |                  |                  |   |  |                  |                  |                  |                  |  |
|  | Atlético Belgrano (CB)   | 1                        | Atlético Belgrano (CB)   | 1                        | 1 | 2 | 1                | 2                |                  |                  |   |  |                  |                  |                  |                  |  |
|  | Atlético Belgrano (CB)   | 1                        |                          |                          |   |   |                  |                  |                  |                  |   |  |                  |                  |                  |                  |  |
|  | Jorge Newbery (G)        | 0                        | 0                        | 0                        |   |   |                  |                  |                  |                  |   |  |                  |                  |                  |                  |  |
|  | Jorge Newbery (G)        | 0                        | 0                        | 0                        |   |   |                  |                  |                  |                  |   |  |                  |                  |                  |                  |  |
|  |                          |                          |                          |                          |   |   |                  |                  |                  |                  |   |  |                  |                  |                  |                  |  |

#### Llave G
|  | Primera etapa             | Primera etapa             | Primera etapa             | Primera etapa             |   |                  | Segunda etapa              | Segunda etapa              | Segunda etapa              | Segunda etapa              |  |                      | Tercera etapa    | Tercera etapa    | Tercera etapa    | Tercera etapa    |  |
|  | 25 de junio al 6 de julio | 25 de junio al 6 de julio | 25 de junio al 6 de julio | 25 de junio al 6 de julio |   |                  | 17 de julio al 24 de julio | 17 de julio al 24 de julio | 17 de julio al 24 de julio | 17 de julio al 24 de julio |  |                      | 7 y 14 de agosto | 7 y 14 de agosto | 7 y 14 de agosto | 7 y 14 de agosto |  |
|  |                           |                           |                           |                           |   |                  |                            |                            |                            |                            |  |                      |                  |                  |                  |                  |  |
|  |                           |                           |                           |                           |   |                  |                            |                            |                            |                            |  |                      |                  |                  |                  |                  |  |
|  |                           |                           |                           |                           |   |                  |                            |                            |                            |                            |  |                      |                  |                  |                  |                  |  |
|  |                           |                           |                           |                           |   |                  |                            |                            |                            |                            |  |                      |                  |                  |                  |                  |  |
|  |                           |                           |                           |                           |   |                  |                            |                            |                            |                            |  |                      |                  |                  |                  |                  |  |
|  |                           | Studebaker (VC)           | 2                         | 2                         | 4 |                  |                            |                            |                            |                            |  |                      |                  |                  |                  |                  |  |
|  |                           |                           |                           |                           | 4 |                  |                            |                            |                            |                            |  |                      |                  |                  |                  |                  |  |
|  |                           |                           | Juventud Unida (SI)       | 0                         | 1 | 1                |                            |                            |                            |                            |  |                      |                  |                  |                  |                  |  |
|  | Juventud Pueyrredón       | 2                         | Juventud Unida (SI)       | 0                         | 1 | 1                | 0                          | 2                          |                            |                            |  |                      |                  |                  |                  |                  |  |
|  | Juventud Pueyrredón       | 2                         |                           |                           |   |                  |                            |                            |                            |                            |  |                      |                  |                  |                  |                  |  |
|  | Juventud Unida (SI)       | 2                         | 1                         | 3                         |   |                  |                            |                            |                            |                            |  |                      |                  |                  |                  |                  |  |
|  | Juventud Unida (SI)       | 2                         | 1                         | 3                         |   |                  |                            |                            |                            |                            |  | Studebaker (VC) (p.) | 2                | 0                | 2 (5)            |                  |  |
|  |                           |                           |                           |                           |   |                  |                            |                            |                            |                            |  | Studebaker (VC) (p.) | 2                | 0                | 2 (5)            |                  |  |
|  |                           |                           | Huracán (Chabás)          | 1                         | 1 | 2 (3)            |                            |                            |                            |                            |  |                      |                  |                  |                  |                  |  |
|  | Independiente (CL)        | 4                         | Huracán (Chabás)          | 1                         | 1 | 2 (3)            | 5                          | 9                          |                            |                            |  |                      |                  |                  |                  |                  |  |
|  | Independiente (CL)        | 4                         |                           |                           |   |                  |                            |                            |                            |                            |  |                      |                  |                  |                  |                  |  |
|  | Club Arteaga              | 0                         | 2                         | 2                         |   |                  |                            |                            |                            |                            |  |                      |                  |                  |                  |                  |  |
|  | Club Arteaga              | 0                         | 2                         | 2                         |   | Huracán (Chabás) | 1                          | 5                          | 6                          |                            |  |                      |                  |                  |                  |                  |  |
|  |                           |                           |                           |                           |   | Huracán (Chabás) | 1                          | 5                          | 6                          |                            |  |                      |                  |                  |                  |                  |  |
|  |                           |                           | Independiente (CL)        | 0                         | 0 | 0                |                            |                            |                            |                            |  |                      |                  |                  |                  |                  |  |
|  | Huracán (Chabás)          | 3                         | Independiente (CL)        | 0                         | 0 | 0                | 0                          | 3                          |                            |                            |  |                      |                  |                  |                  |                  |  |
|  | Huracán (Chabás)          | 3                         |                           |                           |   |                  |                            |                            |                            |                            |  |                      |                  |                  |                  |                  |  |
|  | Atlético Pujato           | 0                         | 1                         | 1                         |   |                  |                            |                            |                            |                            |  |                      |                  |                  |                  |                  |  |
|  | Atlético Pujato           | 0                         | 1                         | 1                         |   |                  |                            |                            |                            |                            |  |                      |                  |                  |                  |                  |  |
|  |                           |                           |                           |                           |   |                  |                            |                            |                            |                            |  |                      |                  |                  |                  |                  |  |

#### Llave H
|  | Primera etapa             | Primera etapa             | Primera etapa             | Primera etapa             |   |                   | Segunda etapa    | Segunda etapa       | Segunda etapa    | Segunda etapa    |   |  | Tercera etapa    | Tercera etapa    | Tercera etapa    | Tercera etapa    |  |
|  | 26 de junio al 3 de julio | 26 de junio al 3 de julio | 26 de junio al 3 de julio | 26 de junio al 3 de julio |   |                   | 17 y 23 de julio | 17 y 23 de julio    | 17 y 23 de julio | 17 y 23 de julio |   |  | 6 y 14 de agosto | 6 y 14 de agosto | 6 y 14 de agosto | 6 y 14 de agosto |  |
|  |                           |                           |                           |                           |   |                   |                  |                     |                  |                  |   |  |                  |                  |                  |                  |  |
|  |                           |                           |                           |                           |   |                   |                  |                     |                  |                  |   |  |                  |                  |                  |                  |  |
|  |                           |                           |                           |                           |   |                   |                  |                     |                  |                  |   |  |                  |                  |                  |                  |  |
|  |                           |                           |                           |                           |   |                   |                  |                     |                  |                  |   |  |                  |                  |                  |                  |  |
|  |                           |                           |                           |                           |   |                   |                  |                     |                  |                  |   |  |                  |                  |                  |                  |  |
|  |                           |                           |                           |                           |   |                   |                  |                     |                  |                  |   |  |                  |                  |                  |                  |  |
|  |                           |                           |                           |                           |   |                   |                  |                     |                  |                  |   |  |                  |                  |                  |                  |  |
|  |                           |                           |                           |                           |   |                   |                  |                     |                  |                  |   |  |                  |                  |                  |                  |  |
|  |                           |                           |                           |                           |   |                   |                  |                     |                  |                  |   |  |                  |                  |                  |                  |  |
|  |                           |                           |                           |                           |   |                   |                  |                     |                  |                  |   |  |                  |                  |                  |                  |  |
|  |                           |                           |                           |                           |   |                   |                  |                     |                  |                  |   |  |                  |                  |                  |                  |  |
|  |                           |                           |                           |                           |   |                   |                  | Central Córdoba (R) | 2                | 3                | 5 |  |                  |                  |                  |                  |  |
|  |                           |                           |                           |                           |   |                   |                  |                     |                  |                  | 5 |  |                  |                  |                  |                  |  |
|  |                           |                           | Infantil Oriental         | 0                         | 0 | 0                 |                  |                     |                  |                  |   |  |                  |                  |                  |                  |  |
|  | Unión (Arroyo Seco)       | 2                         | Infantil Oriental         | 0                         | 0 | 0                 | 0                | 2 (3)               |                  |                  |   |  |                  |                  |                  |                  |  |
|  | Unión (Arroyo Seco)       | 2                         |                           |                           |   |                   |                  |                     |                  |                  |   |  |                  |                  |                  |                  |  |
|  | Riberas del Paraná (p.)   | 2                         | 0                         | 2 (4)                     |   |                   |                  |                     |                  |                  |   |  |                  |                  |                  |                  |  |
|  | Riberas del Paraná (p.)   | 2                         | 0                         | 2 (4)                     |   | Infantil Oriental | 0                | 2                   | 2                |                  |   |  |                  |                  |                  |                  |  |
|  |                           |                           |                           |                           |   | Infantil Oriental | 0                | 2                   | 2                |                  |   |  |                  |                  |                  |                  |  |
|  |                           |                           | Riberas del Paraná        | 0                         | 1 | 1                 |                  |                     |                  |                  |   |  |                  |                  |                  |                  |  |
|  | General Paz (VGG)         | 0                         | Riberas del Paraná        | 0                         | 1 | 1                 | 0                | 0                   |                  |                  |   |  |                  |                  |                  |                  |  |
|  | General Paz (VGG)         | 0                         |                           |                           |   |                   |                  |                     |                  |                  |   |  |                  |                  |                  |                  |  |
|  | Infantil Oriental         | 1                         | 1                         | 2                         |   |                   |                  |                     |                  |                  |   |  |                  |                  |                  |                  |  |
|  | Infantil Oriental         | 1                         | 1                         | 2                         |   |                   |                  |                     |                  |                  |   |  |                  |                  |                  |                  |  |
|  |                           |                           |                           |                           |   |                   |                  |                     |                  |                  |   |  |                  |                  |                  |                  |  |

#### Llave I
|  | Primera etapa             | Primera etapa             | Primera etapa             | Primera etapa             |       |       | Segunda etapa              | Segunda etapa              | Segunda etapa              | Segunda etapa              |  |                    | Tercera etapa    | Tercera etapa    | Tercera etapa    | Tercera etapa    |  |
|  | 26 de junio al 6 de julio | 26 de junio al 6 de julio | 26 de junio al 6 de julio | 26 de junio al 6 de julio |       |       | 16 de julio al 27 de julio | 16 de julio al 27 de julio | 16 de julio al 27 de julio | 16 de julio al 27 de julio |  |                    | 3 y 10 de agosto | 3 y 10 de agosto | 3 y 10 de agosto | 3 y 10 de agosto |  |
|  |                           |                           |                           |                           |       |       |                            |                            |                            |                            |  |                    |                  |                  |                  |                  |  |
|  |                           |                           |                           |                           |       |       |                            |                            |                            |                            |  |                    |                  |                  |                  |                  |  |
|  |                           |                           |                           |                           |       |       |                            |                            |                            |                            |  |                    |                  |                  |                  |                  |  |
|  |                           |                           |                           |                           |       |       |                            |                            |                            |                            |  |                    |                  |                  |                  |                  |  |
|  |                           |                           |                           |                           |       |       |                            |                            |                            |                            |  |                    |                  |                  |                  |                  |  |
|  |                           | Olimpia (ST)              | 1                         | 2                         | 3     |       |                            |                            |                            |                            |  |                    |                  |                  |                  |                  |  |
|  |                           |                           |                           |                           | 3     |       |                            |                            |                            |                            |  |                    |                  |                  |                  |                  |  |
|  |                           |                           | Argentino (Firmat)        | 1                         | 3     | 4     |                            |                            |                            |                            |  |                    |                  |                  |                  |                  |  |
|  | Argentino (Firmat)        | 1                         | Argentino (Firmat)        | 1                         | 3     | 4     | 4                          | 5                          |                            |                            |  |                    |                  |                  |                  |                  |  |
|  | Argentino (Firmat)        | 1                         |                           |                           |       |       |                            |                            |                            |                            |  |                    |                  |                  |                  |                  |  |
|  | Sportivo Bombal           | 1                         | 2                         | 3                         |       |       |                            |                            |                            |                            |  |                    |                  |                  |                  |                  |  |
|  | Sportivo Bombal           | 1                         | 2                         | 3                         |       |       |                            |                            |                            |                            |  | Atlético Carcarañá | 1                | 0                | 1                |                  |  |
|  |                           |                           |                           |                           |       |       |                            |                            |                            |                            |  | Atlético Carcarañá | 1                | 0                | 1                |                  |  |
|  |                           |                           | Argentino (Firmat)        | 0                         | 0     | 0     |                            |                            |                            |                            |  |                    |                  |                  |                  |                  |  |
|  |                           |                           | Argentino (Firmat)        | 0                         | 0     | 0     |                            |                            |                            |                            |  |                    |                  |                  |                  |                  |  |
|  |                           |                           |                           |                           |       |       |                            |                            |                            |                            |  |                    |                  |                  |                  |                  |  |
|  |                           |                           |                           |                           |       |       |                            |                            |                            |                            |  |                    |                  |                  |                  |                  |  |
|  |                           | Atlético Carcarañá (p.)   | 0                         | 1                         | 1 (6) |       |                            |                            |                            |                            |  |                    |                  |                  |                  |                  |  |
|  |                           |                           |                           |                           | 1 (6) |       |                            |                            |                            |                            |  |                    |                  |                  |                  |                  |  |
|  |                           |                           | Almafuerte (LR)           | 1                         | 0     | 1 (5) |                            |                            |                            |                            |  |                    |                  |                  |                  |                  |  |
|  | SC Cañadense              | 1                         | Almafuerte (LR)           | 1                         | 0     | 1 (5) | 0                          | 1                          |                            |                            |  |                    |                  |                  |                  |                  |  |
|  | SC Cañadense              | 1                         |                           |                           |       |       |                            |                            |                            |                            |  |                    |                  |                  |                  |                  |  |
|  | Almafuerte (LR)           | 4                         | 1                         | 5                         |       |       |                            |                            |                            |                            |  |                    |                  |                  |                  |                  |  |
|  | Almafuerte (LR)           | 4                         | 1                         | 5                         |       |       |                            |                            |                            |                            |  |                    |                  |                  |                  |                  |  |
|  |                           |                           |                           |                           |       |       |                            |                            |                            |                            |  |                    |                  |                  |                  |                  |  |

#### Llave J
|  | Primera etapa               | Primera etapa            | Primera etapa               | Primera etapa            |   |   | Segunda etapa    | Segunda etapa        | Segunda etapa    | Segunda etapa    |   |  | Tercera etapa     | Tercera etapa     | Tercera etapa     | Tercera etapa     |  |
|  | 26 de junio y 3 de julio    | 26 de junio y 3 de julio | 26 de junio y 3 de julio    | 26 de junio y 3 de julio |   |   | 17 y 24 de julio | 17 y 24 de julio     | 17 y 24 de julio | 17 y 24 de julio |   |  | 11 y 18 de agosto | 11 y 18 de agosto | 11 y 18 de agosto | 11 y 18 de agosto |  |
|  |                             |                          |                             |                          |   |   |                  |                      |                  |                  |   |  |                   |                   |                   |                   |  |
|  |                             |                          |                             |                          |   |   |                  |                      |                  |                  |   |  |                   |                   |                   |                   |  |
|  |                             |                          |                             |                          |   |   |                  |                      |                  |                  |   |  |                   |                   |                   |                   |  |
|  |                             |                          |                             |                          |   |   |                  |                      |                  |                  |   |  |                   |                   |                   |                   |  |
|  |                             |                          |                             |                          |   |   |                  |                      |                  |                  |   |  |                   |                   |                   |                   |  |
|  |                             |                          |                             |                          |   |   |                  |                      |                  |                  |   |  |                   |                   |                   |                   |  |
|  |                             |                          |                             |                          |   |   |                  |                      |                  |                  |   |  |                   |                   |                   |                   |  |
|  |                             |                          |                             |                          |   |   |                  |                      |                  |                  |   |  |                   |                   |                   |                   |  |
|  |                             |                          |                             |                          |   |   |                  |                      |                  |                  |   |  |                   |                   |                   |                   |  |
|  |                             |                          |                             |                          |   |   |                  |                      |                  |                  |   |  |                   |                   |                   |                   |  |
|  |                             |                          |                             |                          |   |   |                  |                      |                  |                  |   |  |                   |                   |                   |                   |  |
|  |                             |                          |                             |                          |   |   |                  | Sportivo Las Parejas | 1                | 2                | 3 |  |                   |                   |                   |                   |  |
|  |                             |                          |                             |                          |   |   |                  |                      |                  |                  | 3 |  |                   |                   |                   |                   |  |
|  |                             |                          | Defensores de Villa Cassini | 1                        | 0 | 1 |                  |                      |                  |                  |   |  |                   |                   |                   |                   |  |
|  |                             |                          | Defensores de Villa Cassini | 1                        | 0 | 1 |                  |                      |                  |                  |   |  |                   |                   |                   |                   |  |
|  |                             |                          |                             |                          |   |   |                  |                      |                  |                  |   |  |                   |                   |                   |                   |  |
|  |                             |                          |                             |                          |   |   |                  |                      |                  |                  |   |  |                   |                   |                   |                   |  |
|  |                             | PSM Fútbol               | 1                           | 0                        | 1 |   |                  |                      |                  |                  |   |  |                   |                   |                   |                   |  |
|  |                             |                          |                             |                          | 1 |   |                  |                      |                  |                  |   |  |                   |                   |                   |                   |  |
|  |                             |                          | Defensores de Villa Cassini | 4                        | 2 | 6 |                  |                      |                  |                  |   |  |                   |                   |                   |                   |  |
|  | Defensores de Villa Cassini | 4                        | Defensores de Villa Cassini | 4                        | 2 | 6 | 3                | 7                    |                  |                  |   |  |                   |                   |                   |                   |  |
|  | Defensores de Villa Cassini | 4                        |                             |                          |   |   |                  |                      |                  |                  |   |  |                   |                   |                   |                   |  |
|  | Beltrán FC                  | 0                        | 1                           | 1                        |   |   |                  |                      |                  |                  |   |  |                   |                   |                   |                   |  |
|  | Beltrán FC                  | 0                        | 1                           | 1                        |   |   |                  |                      |                  |                  |   |  |                   |                   |                   |                   |  |
|  |                             |                          |                             |                          |   |   |                  |                      |                  |                  |   |  |                   |                   |                   |                   |  |

#### Llave K
|  | Primera etapa            | Primera etapa            | Primera etapa            | Primera etapa            |   |   | Segunda etapa    | Segunda etapa       | Segunda etapa    | Segunda etapa    |   |  | Tercera etapa    | Tercera etapa    | Tercera etapa    | Tercera etapa    |  |
|  | 26 de junio y 3 de julio | 26 de junio y 3 de julio | 26 de junio y 3 de julio | 26 de junio y 3 de julio |   |   | 17 y 23 de julio | 17 y 23 de julio    | 17 y 23 de julio | 17 y 23 de julio |   |  | 7 y 15 de agosto | 7 y 15 de agosto | 7 y 15 de agosto | 7 y 15 de agosto |  |
|  |                          |                          |                          |                          |   |   |                  |                     |                  |                  |   |  |                  |                  |                  |                  |  |
|  |                          |                          |                          |                          |   |   |                  |                     |                  |                  |   |  |                  |                  |                  |                  |  |
|  |                          |                          |                          |                          |   |   |                  |                     |                  |                  |   |  |                  |                  |                  |                  |  |
|  |                          |                          |                          |                          |   |   |                  |                     |                  |                  |   |  |                  |                  |                  |                  |  |
|  |                          |                          |                          |                          |   |   |                  |                     |                  |                  |   |  |                  |                  |                  |                  |  |
|  |                          |                          |                          |                          |   |   |                  |                     |                  |                  |   |  |                  |                  |                  |                  |  |
|  |                          |                          |                          |                          |   |   |                  |                     |                  |                  |   |  |                  |                  |                  |                  |  |
|  |                          |                          |                          |                          |   |   |                  |                     |                  |                  |   |  |                  |                  |                  |                  |  |
|  |                          |                          |                          |                          |   |   |                  |                     |                  |                  |   |  |                  |                  |                  |                  |  |
|  |                          |                          |                          |                          |   |   |                  |                     |                  |                  |   |  |                  |                  |                  |                  |  |
|  |                          |                          |                          |                          |   |   |                  |                     |                  |                  |   |  |                  |                  |                  |                  |  |
|  |                          |                          |                          |                          |   |   |                  | Argentino (Rosario) | 3                | 1                | 4 |  |                  |                  |                  |                  |  |
|  |                          |                          |                          |                          |   |   |                  |                     |                  |                  | 4 |  |                  |                  |                  |                  |  |
|  |                          |                          | Unión (Totoras)          | 0                        | 0 | 0 |                  |                     |                  |                  |   |  |                  |                  |                  |                  |  |
|  |                          |                          | Unión (Totoras)          | 0                        | 0 | 0 |                  |                     |                  |                  |   |  |                  |                  |                  |                  |  |
|  |                          |                          |                          |                          |   |   |                  |                     |                  |                  |   |  |                  |                  |                  |                  |  |
|  |                          |                          |                          |                          |   |   |                  |                     |                  |                  |   |  |                  |                  |                  |                  |  |
|  |                          | Unión (Álvarez)          | 3                        | 0                        | 3 |   |                  |                     |                  |                  |   |  |                  |                  |                  |                  |  |
|  |                          |                          |                          |                          | 3 |   |                  |                     |                  |                  |   |  |                  |                  |                  |                  |  |
|  |                          |                          | Unión (Totoras)          | 1                        | 3 | 4 |                  |                     |                  |                  |   |  |                  |                  |                  |                  |  |
|  | Totoras Juniors          | 0                        | Unión (Totoras)          | 1                        | 3 | 4 | 0                | 0                   |                  |                  |   |  |                  |                  |                  |                  |  |
|  | Totoras Juniors          | 0                        |                          |                          |   |   |                  |                     |                  |                  |   |  |                  |                  |                  |                  |  |
|  | Unión (Totoras)          | 0                        | 2                        | 2                        |   |   |                  |                     |                  |                  |   |  |                  |                  |                  |                  |  |
|  | Unión (Totoras)          | 0                        | 2                        | 2                        |   |   |                  |                     |                  |                  |   |  |                  |                  |                  |                  |  |
|  |                          |                          |                          |                          |   |   |                  |                     |                  |                  |   |  |                  |                  |                  |                  |  |

#### Llave L
|  | Primera etapa            | Primera etapa            | Primera etapa                 | Primera etapa            |       |       | Segunda etapa    | Segunda etapa      | Segunda etapa    | Segunda etapa    |   |  | Tercera etapa    | Tercera etapa    | Tercera etapa    | Tercera etapa    |  |
|  | 26 de junio y 3 de julio | 26 de junio y 3 de julio | 26 de junio y 3 de julio      | 26 de junio y 3 de julio |       |       | 16 y 24 de julio | 16 y 24 de julio   | 16 y 24 de julio | 16 y 24 de julio |   |  | 7 y 15 de agosto | 7 y 15 de agosto | 7 y 15 de agosto | 7 y 15 de agosto |  |
|  |                          |                          |                               |                          |       |       |                  |                    |                  |                  |   |  |                  |                  |                  |                  |  |
|  |                          |                          |                               |                          |       |       |                  |                    |                  |                  |   |  |                  |                  |                  |                  |  |
|  |                          |                          |                               |                          |       |       |                  |                    |                  |                  |   |  |                  |                  |                  |                  |  |
|  |                          |                          |                               |                          |       |       |                  |                    |                  |                  |   |  |                  |                  |                  |                  |  |
|  |                          |                          |                               |                          |       |       |                  |                    |                  |                  |   |  |                  |                  |                  |                  |  |
|  |                          |                          |                               |                          |       |       |                  |                    |                  |                  |   |  |                  |                  |                  |                  |  |
|  |                          |                          |                               |                          |       |       |                  |                    |                  |                  |   |  |                  |                  |                  |                  |  |
|  |                          |                          |                               |                          |       |       |                  |                    |                  |                  |   |  |                  |                  |                  |                  |  |
|  |                          |                          |                               |                          |       |       |                  |                    |                  |                  |   |  |                  |                  |                  |                  |  |
|  |                          |                          |                               |                          |       |       |                  |                    |                  |                  |   |  |                  |                  |                  |                  |  |
|  |                          |                          |                               |                          |       |       |                  |                    |                  |                  |   |  |                  |                  |                  |                  |  |
|  |                          |                          |                               |                          |       |       |                  | Atlético San Jorge | 3                | 2                | 5 |  |                  |                  |                  |                  |  |
|  |                          |                          |                               |                          |       |       |                  |                    |                  |                  | 5 |  |                  |                  |                  |                  |  |
|  |                          |                          | General San Martín (SME)      | 0                        | 1     | 1     |                  |                    |                  |                  |   |  |                  |                  |                  |                  |  |
|  |                          |                          | General San Martín (SME)      | 0                        | 1     | 1     |                  |                    |                  |                  |   |  |                  |                  |                  |                  |  |
|  |                          |                          |                               |                          |       |       |                  |                    |                  |                  |   |  |                  |                  |                  |                  |  |
|  |                          |                          |                               |                          |       |       |                  |                    |                  |                  |   |  |                  |                  |                  |                  |  |
|  |                          | Defensores de Centeno    | 1                             | 0                        | 1 (3) |       |                  |                    |                  |                  |   |  |                  |                  |                  |                  |  |
|  |                          |                          |                               |                          | 1 (3) |       |                  |                    |                  |                  |   |  |                  |                  |                  |                  |  |
|  |                          |                          | General San Martín (SME) (p.) | 1                        | 0     | 1 (5) |                  |                    |                  |                  |   |  |                  |                  |                  |                  |  |
|  | San Martín (CP)          | 1                        | General San Martín (SME) (p.) | 1                        | 0     | 1 (5) | 0                | 1                  |                  |                  |   |  |                  |                  |                  |                  |  |
|  | San Martín (CP)          | 1                        |                               |                          |       |       |                  |                    |                  |                  |   |  |                  |                  |                  |                  |  |
|  | General San Martín (SME) | 4                        | 1                             | 5                        |       |       |                  |                    |                  |                  |   |  |                  |                  |                  |                  |  |
|  | General San Martín (SME) | 4                        | 1                             | 5                        |       |       |                  |                    |                  |                  |   |  |                  |                  |                  |                  |  |
|  |                          |                          |                               |                          |       |       |                  |                    |                  |                  |   |  |                  |                  |                  |                  |  |

### Primera etapa
| Fechas                   | Local en la ida               | Global       | Local en la vuelta              | Ida | Vuelta |
| ------------------------ | ----------------------------- | ------------ | ------------------------------- | --- | ------ |
| 26 de junio y 3 de julio | Ex Alumnos (S.A. de Obligado) | 1:2          | Huracán (Villa Ocampo)          | 1:1 | 0:1    |
| 26 de junio y 2 de julio | Romang FC                     | 4:3          | Tigre (Avellaneda)              | 2:2 | 2:1    |
| 26 de junio y 3 de julio | Ferrocarril (Vera)            | 3:1          | Belgrano (Gobernador Crespo)    | 2:1 | 1:0    |
| 26 de junio y 3 de julio | Atlético Tostado              | 4:1          | Libertad Trinidad               | 3:0 | 1:1    |
| 25 de junio y 2 de julio | Sportivo Norte (Rafaela)      | 3:2          | Ferrocarril del Estado          | 2:1 | 1:1    |
| 25 de junio y 3 de julio | La Salle Jobson               | 2:0          | Colón (San Justo)               | 2:0 | 0:0    |
| 26 de junio y 3 de julio | Central San Carlos            | 2:3          | San Martín (Progreso)           | 2:2 | 0:1    |
| 25 de junio y 2 de julio | Polideportivo Llambi Campbell | 1:0          | San Martín (Monte Vera)         | 1:0 | 0:0    |
| 26 de junio y 3 de julio | Jorge Newbery (Gálvez)        | 0:2          | Atlético Belgrano (C. Belgrano) | 0:1 | 0:1    |
| 25 de junio y 3 de julio | Juventud Unida (Santa Isabel) | 3:2          | Juventud Pueyrredón             | 2:2 | 1:0    |
| 29 de junio y 3 de julio | Club Arteaga                  | 2:9          | Independiente (Chañar Ladeado)  | 0:4 | 2:5    |
| 29 de junio y 6 de julio | Atlético Pujato               | 1:3          | Huracán (Chabás)                | 0:3 | 1:0    |
| 26 de junio y 3 de julio | Riberas del Paraná            | 2:2 (4:3 p.) | Unión (Arroyo Seco)             | 2:2 | 0:0    |
| 26 de junio y 3 de julio | Infantil Oriental             | 2:0          | General Paz (V.G. Gálvez)       | 1:0 | 1:0    |
| 29 de junio y 6 de julio | Sportivo Bombal               | 3:5          | Argentino (Firmat)              | 1:1 | 2:4    |
| 26 de junio y 3 de julio | Almafuerte (Las Rosas)        | 5:1          | Sport Club Cañadense            | 4:1 | 1:0    |
| 26 de junio y 3 de julio | Beltrán FC                    | 1:7          | Defensores de Villa Cassini     | 0:4 | 1:3    |
| 26 de junio y 3 de julio | Unión (Totoras)               | 2:0          | Totoras Juniors                 | 0:0 | 2:0    |
| 26 de junio y 3 de julio | General San Martín (SME)      | 5:1          | San Martín (Carlos Pellegrini)  | 4:1 | 1:0    |

### Segunda etapa
| Fechas           | Local en la ida                 | Global       | Local en la vuelta          | Ida | Vuelta |
| ---------------- | ------------------------------- | ------------ | --------------------------- | --- | ------ |
| 17 y 24 de julio | Huracán (Villa Ocampo)          | 3:1          | Atlético y Tiro Reconquista | 1:1 | 2:0    |
| 24 y 31 de julio | Ferrocarril (Vera)              | 1:4          | Romang FC                   | 0:2 | 1:2    |
| 16 y 24 de julio | Sportivo Norte (Rafaela)        | 3:1          | Atlético Tostado            | 1:0 | 2:1    |
| 16 y 23 de julio | La Salle Jobson                 | 2:2 (4:3 p.) | Náutico El Quillá           | 0:1 | 2:1    |
| 17 y 24 de julio | San Martín (Progreso)           | 2:1          | Juventud Unida (Humboldt)   | 0:1 | 2:0    |
| 16 y 23 de julio | Polideportivo Llambi Campbell   | 2:6          | Huracán (La Criolla)        | 2:1 | 0:5    |
| 17 y 24 de julio | Atlético Belgrano (C. Belgrano) | 2:4          | Atlético Maria Juana        | 1:1 | 1:3    |
| 17 y 23 de julio | Juventud Unida (Santa Isabel)   | 1:4          | Studebaker (Villa Cañás)    | 0:2 | 1:2    |
| 17 y 24 de julio | Independiente (Chañar Ladeado)  | 0:6          | Huracán (Chabás)            | 0:1 | 0:5    |
| 17 y 23 de julio | Riberas del Paraná              | 1:2          | Infantil Oriental           | 0:0 | 1:2    |
| 20 y 27 de julio | Argentino (Firmat)              | 4:3          | Olimpia (Santa Teresa)      | 1:1 | 3:2    |
| 16 y 23 de julio | Almafuerte (Las Rosas)          | 1:1 (5:6 p.) | Atlético Carcarañá          | 1:0 | 0:1    |
| 17 y 24 de julio | Defensores de Villa Cassini     | 6:1          | Puerto San Martín Fútbol    | 4:1 | 2:0    |
| 17 y 23 de julio | Unión (Totoras)                 | 4:3          | Unión (Álvarez)             | 1:3 | 3:0    |
| 16 y 24 de julio | General San Martín (SME)        | 1:1 (5:3 p.) | Defensores de Centeno       | 1:1 | 0:0    |

### Tercera etapa
| Fechas            | Local en la ida             | Global       | Local en la vuelta        | Ida | Vuelta |
| ----------------- | --------------------------- | ------------ | ------------------------- | --- | ------ |
| 7 y 14 de agosto  | Huracán (Villa Ocampo)      | 1:2          | Romang FC                 | 0:0 | 1:2    |
| 6 y 20 de agosto  | Sportivo Norte (Rafaela)    | 3:4          | Atlético de Rafaela       | 1:0 | 2:4    |
| 6 y 14 de agosto  | La Salle Jobson             | 3:6          | Libertad (Sunchales)      | 1:1 | 2:5    |
| 4 y 13 de agosto  | San Martín (Progreso)       | 0:4          | Unión (Sunchales)         | 0:1 | 0:3    |
| 7 y 14 de agosto  | Huracán (La Criolla)        | 2:5          | Ben Hur                   | 1:3 | 1:2    |
| 7 y 15 de agosto  | Atlético Maria Juana        | 0:2          | 9 de Julio (Rafaela)      | 0:0 | 0:2    |
| 7 y 14 de agosto  | Huracán (Chabás)            | 2:2 (3:5 p.) | Studebaker (Villa Cañás)  | 1:2 | 1:0    |
| 6 y 14 de agosto  | Infantil Oriental           | 0:5          | Central Córdoba (Rosario) | 0:2 | 0:3    |
| 3 y 10 de agosto  | Argentino (Firmat)          | 0:1          | Atlético Carcarañá        | 0:1 | 0:0    |
| 11 y 18 de agosto | Defensores de Villa Cassini | 1:3          | Sportivo Las Parejas      | 1:1 | 0:2    |
| 7 y 15 de agosto  | Unión (Totoras)             | 0:4          | Argentino (Rosario)       | 0:3 | 0:1    |
| 7 y 15 de agosto  | General San Martín (SME)    | 1:5          | Atlético San Jorge        | 0:3 | 1:2    |

## Fase final

### Cuadro de desarrollo
|  | Octavos de final                | Octavos de final                |                      |                          | Cuartos de final                     | Cuartos de final                     |  |                          | Semifinales                   | Semifinales                   |  |                | Final              | Final              | Final              | Final              |  |
|  | 28 de agosto al 6 de septiembre | 28 de agosto al 6 de septiembre |                      |                          | 17 de septiembre al 27 de septiembre | 17 de septiembre al 27 de septiembre |  |                          | 2 de octubre al 10 de octubre | 2 de octubre al 10 de octubre |  |                | 23 y 30 de octubre | 23 y 30 de octubre | 23 y 30 de octubre | 23 y 30 de octubre |  |
|  |                                 |                                 |                      |                          |                                      |                                      |  |                          |                               |                               |  |                |                    |                    |                    |                    |  |
|  |                                 |                                 |                      |                          |                                      |                                      |  |                          |                               |                               |  |                |                    |                    |                    |                    |  |
|  | Romang FC                       | 0                               |                      |                          |                                      |                                      |  |                          |                               |                               |  |                |                    |                    |                    |                    |  |
|  | Romang FC                       | 0                               |                      |                          |                                      |                                      |  |                          |                               |                               |  |                |                    |                    |                    |                    |  |
|  | Atlético de Rafaela             | 1                               |                      |                          |                                      |                                      |  |                          |                               |                               |  |                |                    |                    |                    |                    |  |
|  | Atlético de Rafaela             | 1                               |                      | Atlético de Rafaela      | 2                                    |                                      |  |                          |                               |                               |  |                |                    |                    |                    |                    |  |
|  |                                 |                                 |                      | Atlético de Rafaela      | 2                                    |                                      |  |                          |                               |                               |  |                |                    |                    |                    |                    |  |
|  |                                 |                                 | Colón (Santa Fe)     | 1                        |                                      |                                      |  |                          |                               |                               |  |                |                    |                    |                    |                    |  |
|  | Libertad (Sunchales)            | 0                               | Colón (Santa Fe)     | 1                        |                                      |                                      |  |                          |                               |                               |  |                |                    |                    |                    |                    |  |
|  | Libertad (Sunchales)            | 0                               |                      |                          |                                      |                                      |  |                          |                               |                               |  |                |                    |                    |                    |                    |  |
|  | Colón (Santa Fe)                | 2                               |                      |                          |                                      |                                      |  |                          |                               |                               |  |                |                    |                    |                    |                    |  |
|  | Colón (Santa Fe)                | 2                               |                      |                          |                                      |                                      |  | 9 de Julio (R)           | 1                             |                               |  |                |                    |                    |                    |                    |  |
|  |                                 |                                 |                      |                          |                                      |                                      |  | 9 de Julio (R)           | 1                             |                               |  |                |                    |                    |                    |                    |  |
|  |                                 |                                 | Atlético de Rafaela  | 0                        |                                      |                                      |  |                          |                               |                               |  |                |                    |                    |                    |                    |  |
|  | Unión (Sunchales)               | 2                               | Atlético de Rafaela  | 0                        |                                      |                                      |  |                          |                               |                               |  |                |                    |                    |                    |                    |  |
|  | Unión (Sunchales)               | 2                               |                      |                          |                                      |                                      |  |                          |                               |                               |  |                |                    |                    |                    |                    |  |
|  | Unión (Santa Fe)                | 1                               |                      |                          |                                      |                                      |  |                          |                               |                               |  |                |                    |                    |                    |                    |  |
|  | Unión (Santa Fe)                | 1                               |                      | 9 de Julio (R)           | 1                                    |                                      |  |                          |                               |                               |  |                |                    |                    |                    |                    |  |
|  |                                 |                                 |                      | 9 de Julio (R)           | 1                                    |                                      |  |                          |                               |                               |  |                |                    |                    |                    |                    |  |
|  |                                 |                                 | Unión (Sunchales)    | 0                        |                                      |                                      |  |                          |                               |                               |  |                |                    |                    |                    |                    |  |
|  | 9 de Julio (R)                  | 2                               | Unión (Sunchales)    | 0                        |                                      |                                      |  |                          |                               |                               |  |                |                    |                    |                    |                    |  |
|  | 9 de Julio (R)                  | 2                               |                      |                          |                                      |                                      |  |                          |                               |                               |  |                |                    |                    |                    |                    |  |
|  | Ben Hur                         | 1                               |                      |                          |                                      |                                      |  |                          |                               |                               |  |                |                    |                    |                    |                    |  |
|  | Ben Hur                         | 1                               |                      |                          |                                      |                                      |  |                          |                               |                               |  | 9 de Julio (R) | 0                  | 1                  | 1                  |                    |  |
|  |                                 |                                 |                      |                          |                                      |                                      |  |                          |                               |                               |  | 9 de Julio (R) | 0                  | 1                  | 1                  |                    |  |
|  |                                 |                                 | Argentino (Rosario)  | 1                        | 1                                    | 2                                    |  |                          |                               |                               |  |                |                    |                    |                    |                    |  |
|  | Studebaker (VC)                 | 3                               | Argentino (Rosario)  | 1                        | 1                                    | 2                                    |  |                          |                               |                               |  |                |                    |                    |                    |                    |  |
|  | Studebaker (VC)                 | 3                               |                      |                          |                                      |                                      |  |                          |                               |                               |  |                |                    |                    |                    |                    |  |
|  | Central Córdoba (R)             | 0                               |                      |                          |                                      |                                      |  |                          |                               |                               |  |                |                    |                    |                    |                    |  |
|  | Central Córdoba (R)             | 0                               |                      | Studebaker (VC)          | 1                                    |                                      |  |                          |                               |                               |  |                |                    |                    |                    |                    |  |
|  |                                 |                                 |                      | Studebaker (VC)          | 1                                    |                                      |  |                          |                               |                               |  |                |                    |                    |                    |                    |  |
|  |                                 |                                 | Rosario Central      | 2                        |                                      |                                      |  |                          |                               |                               |  |                |                    |                    |                    |                    |  |
|  | Atlético Carcarañá              | 0                               | Rosario Central      | 2                        |                                      |                                      |  |                          |                               |                               |  |                |                    |                    |                    |                    |  |
|  | Atlético Carcarañá              | 0                               |                      |                          |                                      |                                      |  |                          |                               |                               |  |                |                    |                    |                    |                    |  |
|  | Rosario Central                 | 2                               |                      |                          |                                      |                                      |  |                          |                               |                               |  |                |                    |                    |                    |                    |  |
|  | Rosario Central                 | 2                               |                      |                          |                                      |                                      |  | Argentino (Rosario) (p.) | 0 (4)                         |                               |  |                |                    |                    |                    |                    |  |
|  |                                 |                                 |                      |                          |                                      |                                      |  | Argentino (Rosario) (p.) | 0 (4)                         |                               |  |                |                    |                    |                    |                    |  |
|  |                                 |                                 | Rosario Central      | 0 (2)                    |                                      |                                      |  |                          |                               |                               |  |                |                    |                    |                    |                    |  |
|  | Sportivo Las Parejas            | 1                               | Rosario Central      | 0 (2)                    |                                      |                                      |  |                          |                               |                               |  |                |                    |                    |                    |                    |  |
|  | Sportivo Las Parejas            | 1                               |                      |                          |                                      |                                      |  |                          |                               |                               |  |                |                    |                    |                    |                    |  |
|  | Newell's Old Boys               | 0                               |                      |                          |                                      |                                      |  |                          |                               |                               |  |                |                    |                    |                    |                    |  |
|  | Newell's Old Boys               | 0                               |                      | Argentino (Rosario) (p.) | 0 (4)                                |                                      |  |                          |                               |                               |  |                |                    |                    |                    |                    |  |
|  |                                 |                                 |                      | Argentino (Rosario) (p.) | 0 (4)                                |                                      |  |                          |                               |                               |  |                |                    |                    |                    |                    |  |
|  |                                 |                                 | Sportivo Las Parejas | 0 (3)                    |                                      |                                      |  |                          |                               |                               |  |                |                    |                    |                    |                    |  |
|  | Atlético San Jorge              | 1 (1)                           | Sportivo Las Parejas | 0 (3)                    |                                      |                                      |  |                          |                               |                               |  |                |                    |                    |                    |                    |  |
|  | Atlético San Jorge              | 1 (1)                           |                      |                          |                                      |                                      |  |                          |                               |                               |  |                |                    |                    |                    |                    |  |
|  | Argentino (Rosario) (p.)        | 1 (3)                           |                      |                          |                                      |                                      |  |                          |                               |                               |  |                |                    |                    |                    |                    |  |
|  | Argentino (Rosario) (p.)        | 1 (3)                           |                      |                          |                                      |                                      |  |                          |                               |                               |  |                |                    |                    |                    |                    |  |
|  |                                 |                                 |                      |                          |                                      |                                      |  |                          |                               |                               |  |                |                    |                    |                    |                    |  |

- Nota: En cada llave, el equipo que ocupa la primera línea es el que define la serie como local.

### Octavos de final
| Fecha           | Local                    | Resultado    | Visitante                 |  |  |
| --------------- | ------------------------ | ------------ | ------------------------- |  |  |
| 31 de agosto    | Romang FC                | 0:1          | Atlético de Rafaela       |  |  |
| 31 de agosto    | Libertad (Sunchales)     | 0:2          | Colón (Santa Fe)          |  |  |
| 6 de septiembre | Unión (Sunchales)        | 2:1          | Unión (Santa Fe)          |  |  |
| 28 de agosto    | 9 de Julio (Rafaela)     | 2:1          | Ben Hur                   |  |  |
| 28 de agosto    | Studebaker (Villa Cañás) | 3:0          | Central Córdoba (Rosario) |  |  |
| 28 de agosto    | Atlético Carcarañá       | 0:2          | Rosario Central           |  |  |
| 1 de septiembre | Sportivo Las Parejas     | 1:0          | Newell's Old Boys         |  |  |
| 4 de septiembre | Atlético San Jorge       | 1:1 (1:3 p.) | Argentino (Rosario)       |  |  |

### Cuartos de final
| Fecha            | Local                    | Resultado    | Visitante            |  |  |
| ---------------- | ------------------------ | ------------ | -------------------- |  |  |
| 27 de septiembre | Atlético de Rafaela      | 2:1          | Colón (Santa Fe)     |  |  |
| 22 de septiembre | 9 de Julio (Rafaela)     | 1:0          | Unión (Sunchales)    |  |  |
| 17 de septiembre | Studebaker (Villa Cañás) | 1:2          | Rosario Central      |  |  |
| 18 de septiembre | Argentino (Rosario)      | 0:0 (4:3 p.) | Sportivo Las Parejas |  |  |

### Semifinales
| Fecha         | Local                | Resultado    | Visitante           |  |  |
| ------------- | -------------------- | ------------ | ------------------- |  |  |
| 10 de octubre | 9 de Julio (Rafaela) | 1:0          | Atlético de Rafaela |  |  |
| 2 de octubre  | Argentino (Rosario)  | 0:0 (4:2 p.) | Rosario Central     |  |  |

### Final
| Fechas             | Local en la ida     | Global | Local en la vuelta   | Ida | Vuelta |
| ------------------ | ------------------- | ------ | -------------------- | --- | ------ |
| 23 y 30 de octubre | Argentino (Rosario) | 2:1    | 9 de Julio (Rafaela) | 1:0 | 1:1    |

|                                         |
|                                         |
| Campeón Argentino (Rosario) 1.er título |